# Мырзакулов, Керимбай
Керимбай Мырзакулов (каз. Керімбай Мырзақұлов; 1907, Костобе, Аулиеатинский уезд, Сырдарьинская область, Туркестанский край, Российская империя — 1959, Костобе, Джамбулская область) — колхозник, звеньевой колхоза «Красная звезда», Герой Социалистического Труда (1948).

## Биография
Родился в 1907 году в ауле Костобе, Туркестанский край (сегодня — Жамбылский район Жамбылской области, Казахстан). В 1929 году вступил в колхоз «Красная звезда» Джамбулского района Джамбулской области. Первоначально работал рядовым колхозником. С 1933 года по 1934 год был председателем колхоза «Красная звезда». С 1934 года работал звеньевым полеводческого звена. Участвовал в Великой Отечественной войне. После демобилизации возвратился в 1944 году в родной колхоз. До 1945 года был заместителем председателя колхоза, потом снова стал звеньевым звеньевым полеводческого звена.
В 1945 году полеводческое звено под руководством Керимбая Мырзакулова собрало с участка площадью 25 гектаров по 210 центнеров сахарной свеклы. В 1946 году звено собрало по 33 центнера зерновых. В 1947 году было собрано по 611 центнеров сахарной свеклы. За этот доблестный труд он был удостоен в 1948 году звания Героя Социалистического Труда.

## Награды
- Медаль «За доблестный труд в Великой Отечественной войне 1941—1945 гг.» (1945);
- Медаль «За победу над Германией в Великой Отечественной войне 1941—1945 гг.» (1945);
- Герой Социалистического Труда (1948);
- Орден Ленина (1948).